# 贡萨洛·普拉塔
贡萨洛·普拉塔（西班牙語：Gonzalo Plata，2000年11月1日—），厄瓜多尔男子足球运动员，司职中场。他曾代表厄瓜多尔国家队参加2022年国际足联世界杯，结果队伍止步小组赛阶段。